# 皮纳斯卡
皮纳斯卡（義大利語：Pinasca），是意大利都灵广域市的一个市镇。总面积34平方公里，人口3085人，人口密度90.7人/平方公里（2009年）。ISTAT代码为001190。

## 友好城市
- 德国 维恩斯海姆（1982年）